# Fábrica Nacional de Motocicletas, Sidecares y Bicicletas Patria

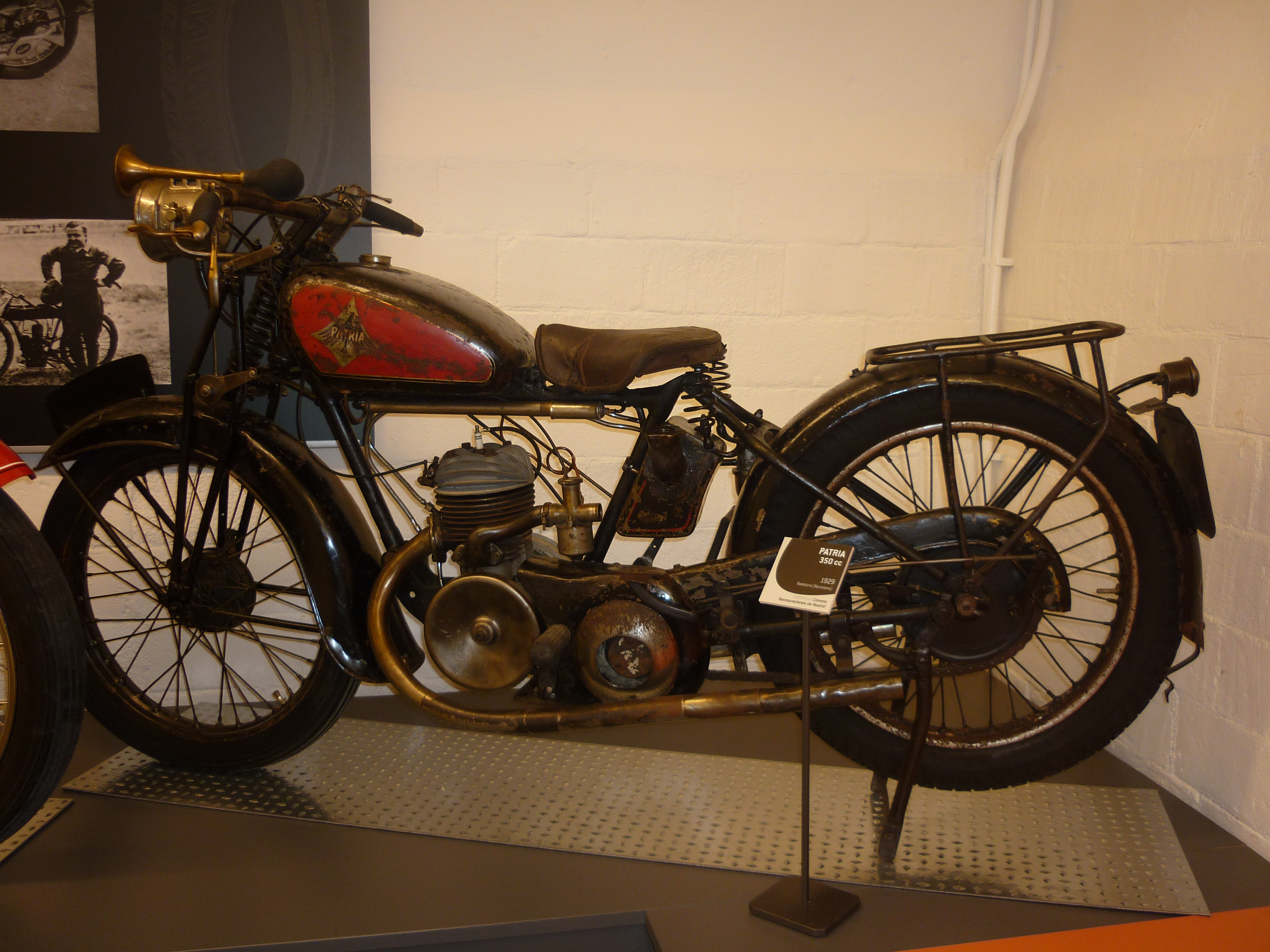
Patria 350cc (1929).
Motorradmuseum Barcelona (Katalonien).

Fábrica Nacional de Motocicletas, Sidecares y Bicicletas Patria war ein spanischer Hersteller von Motorrädern, Seitenwagen, Fahrrädern und Automobilen.

## Unternehmensgeschichte
Antoni Serra gründete 1919 in Badalona das Unternehmen und begann mit der Entwicklung eines Automobils, das bis 1921 produziert wurde. 1922 begann die Produktion von Motorrädern, die bis 1936 fortgeführt wurde.

## Fahrzeuge

### Automobile
Das einzige Serienmodell Grand Sport hatte einen Vierzylindermotor mit 1500 cm³ Hubraum und ein Vierganggetriebe. Die bauartbedingte Höchstgeschwindigkeit war mit 113 km/h angegeben. Daneben gab es Pläne für ein Modell, das mit einem größeren Motor mit 2000 cm³ Hubraum ausgestattet werden sollte, und den Kleinwagen 6 HP, die aber nicht zu einer Produktion führten.

### Motorräder
Die Motorräder hatten Motoren mit wahlweise 250 cm³, 350 cm³ oder 500 cm³ Hubraum. Es gab sie auch in dreirädriger Form für Transportzwecke.